# الصندوق العالمي لبحوث السرطان
الصندوق العالمي لأبحاث السرطان هو جمعية غير ربحية مرتبطة بأبحاث الوقاية من السرطان المتعلقة بالنظام الغذائي والوزن والنشاط البدني.

## وصلات خارجية
- Official website